# Serrat del Bosc (Rialp)
El Serrat del Bosc és una serra situada al municipi de Rialp a la comarca del Pallars Sobirà, amb una elevació màxima de 1.769 metres.